# Římskokatolická farnost Spálov
Římskokatolická farnost Spálov je farnost římskokatolické církve v děkanátu Bílovec ostravsko-opavské diecéze.
Farním kostelem je kostel svatého Jakuba Většího (Staršího) ve Spálově. Jedná se o renesanční kostel z konce 16. století, věž a vnitřní vybavení jsou barokní z konce 18. století. Vedle toho se na území Spálova nachází poutní místo Panny Marie ve Skále (Maria-Stein). Kdysi se konaly bohoslužby též v zámecké kapli. Vedle farního kostela se bohoslužby konají rovněž ve filiálním kostele svatého Vavřince v Luboměři, což je pozdně barokní stavba z roku 1777; a v Heltínově v kapli Nejsvětější Trojice z roku 1800.

## Historie
Farnost ve Spálově je poprvé připomínána roku 1408, následně však o ní chybějí zprávy. Za reformace byla evangelická a v letech 1598 až 1624 jsou zde doloženi evangeličtí kazatelé, po roce 1624 však podlehla protireformaci a po krátkodobé administraci z farnosti Potštát (1624–1631) a farnosti Odry (1631–1634) byla od roku 1634 znovu obsazena římskokatolickými kněžími.
Patronát farnosti patřil již od středověku trvale vrchnosti, tj. majitelům panství Potštát resp. statku Spálov.
V roce 1859 žilo ve farnosti 2668 římských katolíků (vedle pěti židů). V roce 1930 žilo ve farnosti 1907 obyvatel, z čehož 1876 (98 %) se přihlásilo k římskokatolickému vyznání.
Obvod farnosti tvoří zřejmě již od středověku, a nejpozději od znovuzřízení katolické farnosti roku 1634, dosud městys Spálov a vesnice Luboměř s osadou Heltínov. Někdy uváděná zmínka o farnosti v Luboměři k roku 1408 se týká zřejmě Luboměře pod Strážnou.
Farnost Spálov patřila v 17. století k děkanátu Lipník nad Bečvou, od roku 1731 do roku 1962 k děkanátu Odry, od reorganizace církevní správy k 1. lednu 1963 patří k děkanátu Bílovec. Do roku 1996 byla součástí arcidiecéze olomoucké, od uvedeného roku pak nově vytvořené diecéze ostravsko-opavské.

## Faráři ve Spálově
Duchovními správci ve Spálově byli:
- 1612 Jan Šternberský, „spravce cerkevny Špalovsky“
- 1625?–1631 Kaspar Kres, farář v Potštátě, administrátor
- 1631–1634 Johann Friedrich Hlasnik, farář v Odrách, administrátor
- 1634–1644 Tobias Plorantius
- 1644–? Georg Wenzel Wolf, člen fulneckého augustiniánského kláštera
- ?–1669 Kristián František Chýla
- 1669–1669 Georg Franz Klymann
- 1669–1676 Jan Novák
- 1676–1679 Jakob Stupau
- 1679–1682 Sebastian Wenger
- 1682–1683 Adam Vojtěch Kučat
- 1683–1687 Martin Jelínek
- 1687–1701 Pavel Přerovský
- 1701–1704 Matthäus Bayer
- 1704–1711 Michael Hanns
- 1711–1722 Blažej Zlatý
- 1722–1733 Andreas Mader
- 1733–1749 Augustin Hanka
- 1749–1784 Michael Kalupa
- 1784–1814 Alois Loserth
- 1814–1831 Johann Brustmann
- 1831–1838 Jan Tesař
- 1838–1850 Matthäus Frühdort
- 1850–1855 Leopold Bayer
- 1855–1861 Josef Sedláček
- 1861–? Klemens Doleček

...
- 2000–1. ledna 2007 Kamil Vícha, farář[17]
- 2007–2007 Pavel Kuchař, administrátor[18]
- od 1. července 2007 do 30. června 2009 Marián Pospěcha, administrátor
- od 1. července 2009 do 30. června 2011 Marek Kozák, administrátor
- od 1. července 2011 do 30. června 2020 Zdenko Vavro, administrátor
- od 1. července 2020 do 28. února Bohumil Vícha, farář
- od 1. března 2022 P. Mgr. Janusz Karol Romański, administrátor, od 15. září 2023 farář farnosti Spálov[19] a současně administrátor excurrendo římskokatolických farností Véska a Vlkovice[20]